# Titan (hold)
A Titan (görög Τιτάνας) a Szaturnusz legnagyobb holdja, a Naprendszer második legnagyobb holdja a Ganymedes után. 1655. március 25-én a holland csillagász, Christiaan Huygens fedezte fel. A holdak közül a Holdon kívül ezelőtt csak a Jupiter Galilei-holdjait ismerték. A névadó ezúttal nem egy görög mitológiai alak, hanem egy egész csoport, a titánok.
A Titan az egyetlen, sűrű légkörrel rendelkező hold a Naprendszerben. Egészen a közelmúltig ez a légkör megakadályozta a Titán felszínének optikai vizsgálatát, de az amerikai-európai Cassini–Huygens küldetés nemrégiben új adatokkal szolgált a felszínéről, és további adatokat közöl folyamatosan a holdról. A felszínére az űrszondapáros Huygens nevű európai leszállóegysége szállt le.
Tudományos kutatása azért kiemelten fontos, mert a belsejében fagyott állapotban megmaradhattak azok a kémiai anyagok, amik a Földön az élet kialakulásában szerepet játszottak, de egyszerű élet megjelenése sem kizárt. Légkörében szerves anyagok is találhatók.

## Elnevezés
Huygens egyszerűen Saturni Lunának (latinból a „Szaturnusz holdja”, melyet Luna Saturninak is lehet írni) hívta (De Saturni Luna observatio nova, 1656; XV). Később Giovanni Domenico Cassini nevezte el a négy holdat, melyet ő fedezett fel: (Tethys, Dione, Rhea és Iapetus) Sidera Lodoicea („Lajos holdjai”) XIV. Lajos tiszteletére. A csillagászok a Szaturnusz I … Szaturnusz V jelöléseket használták. A „Szaturnusz Huygens-i holdja” (vagy „Huyghenian”), vagy a „Szaturnusz hatodik holdja”, Szaturnusz VI, a mai napig is használatos néven is illették, miután a Szaturnusztól való távolságsorrend alapján, a Mimast és az Enceladust 1789-ben felfedezték.
A Titan nevet, és a hét hold a nevét John Herscheltől kapta (William Herschel fiától, a Mimas és az Enceladus felfedezőjétől) az 1847-es publikációjában A Jóreménység fokánál végzett csillagászati megfigyelések eredményei (Results of Astronomical Observations made at the Cape of Good Hope) címűben, melyben a titánok neveit javasolta a holdak nevéül, Kronosz (Saturnus görög megfelelője) leány- és fiútestvéreinek neveit.

## Fizikai tulajdonságai
A Titan nagyobb, mint a Merkúr bolygó (bár kisebb tömegű), és így a második legnagyobb hold a Naprendszerben. Eredetileg kissé nagyobbnak gondolták, mint a Ganymedes, de későbbi mérések kimutatták, hogy a légköre sok fényt ver vissza, ami miatt nagyobbnak becsülték. Mint több egyéb hold is, a Titan is nagyobb méretű és tömegű a Plutónál.
A Titan tulajdonságai döntő mértékben hasonlítanak a Ganymedes, Callisto, Triton, és feltehetően a Pluto tulajdonságaira. A Titan nagyjából felerészben jégből, felerészben kőzetből áll. Feltehetően több különböző rétegre tagolódik, melynek közepén egy 3400 km átmérőjű kőzetmag található, különböző kristályformájú jégrétegekkel körülvéve. A belseje akár forró is lehet. Bár felépítésében hasonlít a Rhea nevű Szaturnusz-holdhoz, a sűrűsége a gravitációs összenyomó hatás miatt nagyobb.
A Titan felszínének 13%-át a szén és metán körforgásából származó szilárd részecskék alkotta dűnék borítják az egyenlítőtől északra és délre elterülő 30 fokos sávon belül. A legtöbb dűne egyenes vonalú, de szélességük, hosszuk, vastagságuk a földrajzi helytől függ. Többnyire a kelet-nyugati irányban fújó szelek alakítják őket. A dűnék hossza jellemzően 1–2 km, egymástól 1–4 km-re vannak, magasságuk eléri a 100 métert. A megfigyeléseket a Cassini űrszonda végezte.
A Cassini 2006 és 2011 között végzett közelrepülései során mért pályaadatok alapján a hold felszínén mintegy 10 m-es árapályhullám volt megfigyelhető. Az árapályt a Szaturnusz gravitációja kelti. Mértéke arra utal, hogy a hold belseje folyékony, ugyanis szilárd anyag esetén az árapály nagysága csak 1 méter körüli lenne. Bár a műszerek közvetlenül nem tudnak a felszín alatt mérni, a fizikai modellek alapján megállapítható, hogy a mintegy 50 km-es jégréteg alatt legalább 250 km mélységű folyékony víz található (amiben oldott állapotban ammónia és ammónium-szulfát is van).

## Légkör

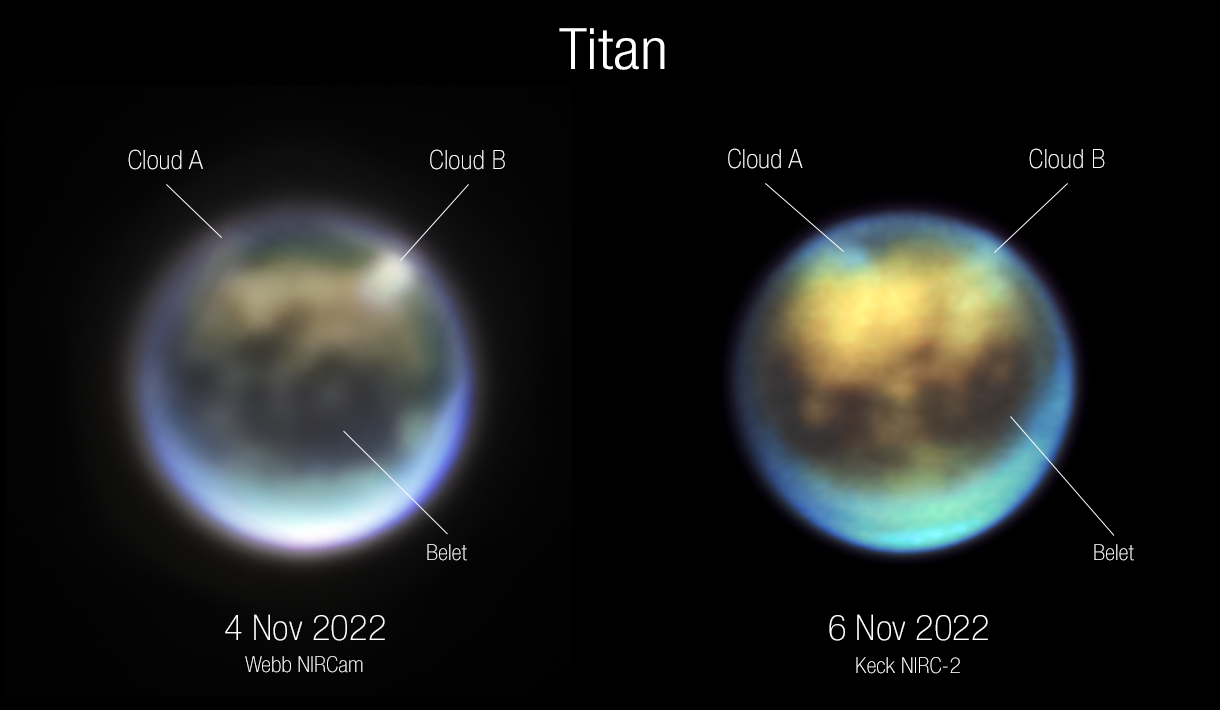
Két felvétel a Titanról, ami mutatja felhők mozgását a légkörben

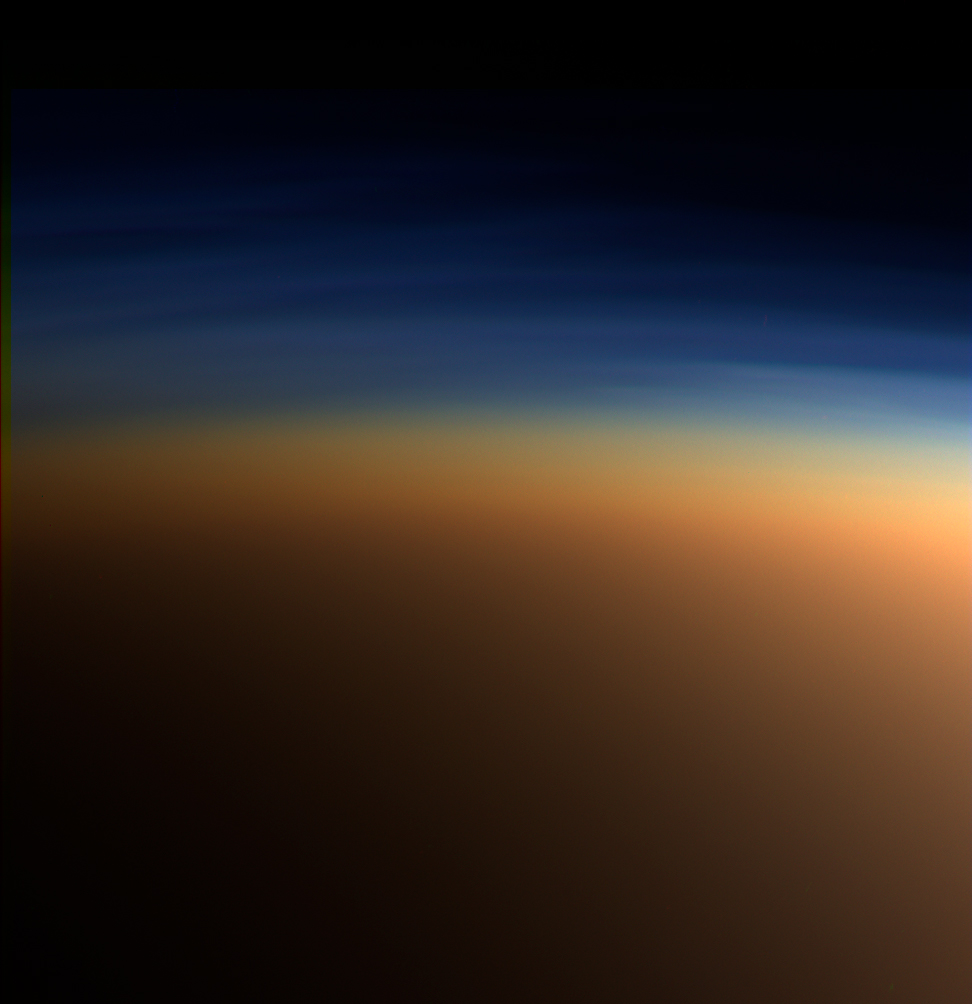
A Titan légköre valódi színekben (a Cassini űrszonda 2005. március 31-i felvétele 9500 km távolságból)

A Titan a maga nemében egyedülálló: az egyedüli ismert hold, melynek számottevő légköre van. Ez rendkívül sűrű, a légköri nyomás a földinek mintegy másfélszerese, vastagságát 820–940 km-re becsülik. Átlátszatlansága miatt a Cassini-Huygens űrszonda földetéréséig nem tudták a felszínt vizsgálni.
Légkörében, hasonlóan a Földéhez, a 95% nitrogén dominál (ez bolygónk légkörének csupán 78%-át teszi ki), jóval kisebb mennyiségű, ámde annál fontosabb 3%-nyi a metán. A Cassini-Huygens űrszonda kimutatta, hogy a hold felszínén etán alkotta tavak találhatók (némelyik 70 km átmérőjű), igazolva a tudósok feltevését, miszerint tavak látják el a Titán légkörének metánutánpótlását, folyadékkörforgást hozva létre. 2%-nyi hidrogén, argon és egyéb szénhidrogének (többek közt etán, diacetilén, metil-acetilén, acetilén, propán, cián-acetilén, hidrogén-cianid) jelenlétében.
Hasonlóan a Földhöz, a légkörben felhők vannak, de ezek sokkal lassabban reagálnak az évszakok amúgy is lassú változására, mint a Földön. 2022. december 1-én metánfelhők mozgását figyeltek meg a holdon, a James Webb űrtávcső segítségével.

## Szénhidrogéntavak és -folyók a Titánon

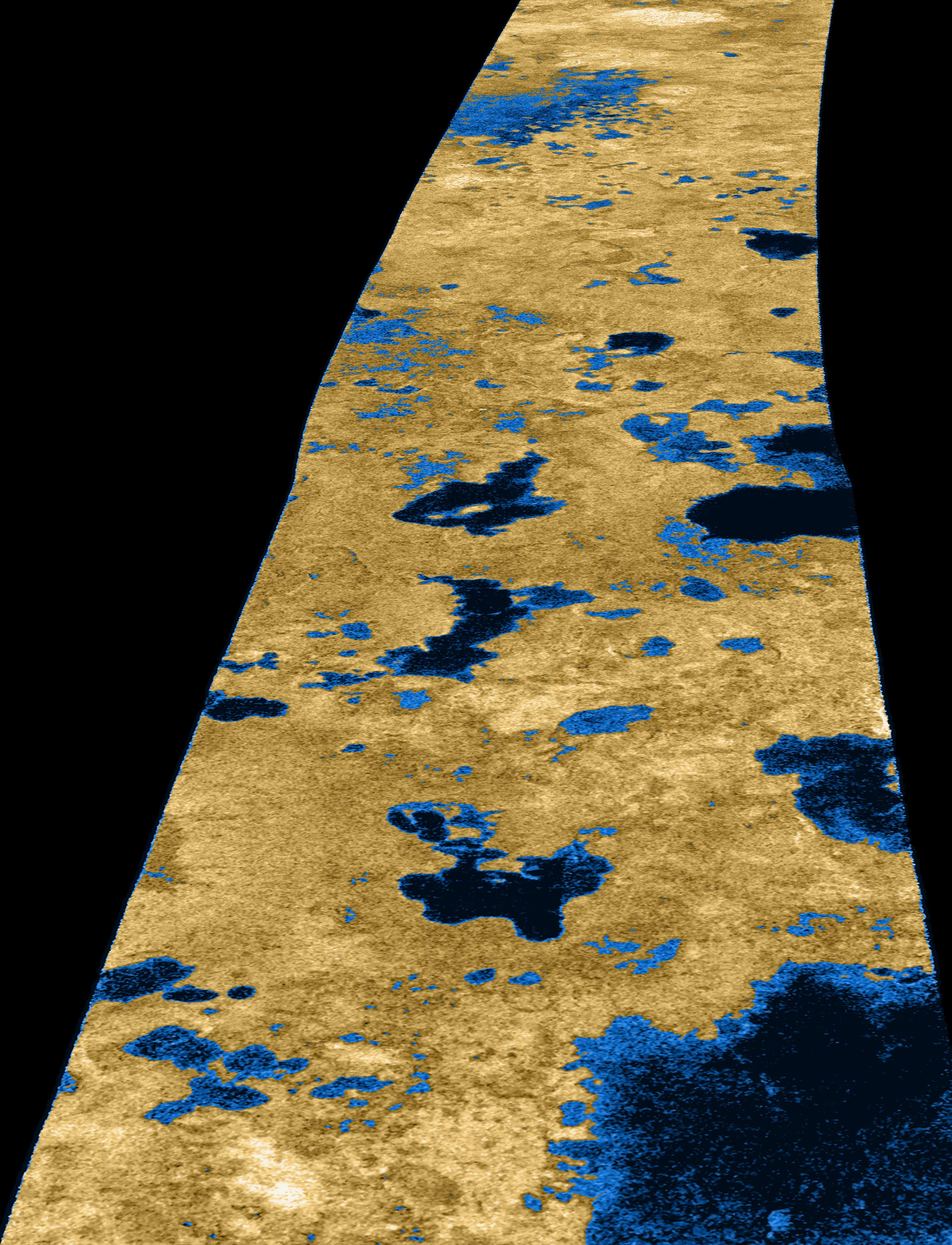
A Titán-felszín egy sávjának radarral készített képe. A sötét foltok nagyon sima felületek, valószínűleg tavak

A NASA 2008. július 31-én jelentette be a szénhidrogéntavak felfedezését a Titánon. A Naprendszerünkben a Földön kívül ez az első olyan égitest, amelynek felszínén folyékony halmazállapotú anyagot találtak.
Az etán- és metántavak létét már régóta gyanították a Titánon. A Cassini adatai alapján úgy gondolják, hogy a metántavak elpárolognak, illetve újból feltöltődnek az évszakok változásait követve. A déli póluson a felvételek készítése alatt nyár volt, így az ott megfigyelhető tavak száma kisebb, mint az északi pólus közelében lévőké. A Cassini először az Ontario Lacusnak nevezett foltról állapította meg, hogy tó. Ez a hold déli pólusa közelében található, felülete nagyjából 20 ezer négyzetkilométer. A tavak szintje az évszakoknak megfelelően változik, emellett a csapadékosabb időszakban újabb kisebb tavak is keletkeznek. A metánnak a hold felszíne alatt is komoly tartalékai lehetnek, mert a hold felszínén lévő tavak nem képesek a légköri metán utánpótlására, más forrás nélkül a légkör 10 millió éven belül eltűnne. A tavak szintjének évszakos változása fontos lehet az élet keletkezése szempontjából is, a part menti területek periodikusan változó körülményei kedveznek a bonyolult kémiai rendszerek kialakulásának. A radarfelvételek alapján mélységük meghaladja a 10 métert, mert fenekük nem látszik. Összetételük mellett mélységük is fontos szerepet játszik a bennük lévő kémiai rendszerek alakításában, a túl sekély tavak hamar elpárologva nem kedveznek a bonyolult kémiának, a túl mély tavakban viszont a rétegződés miatt nem alakul ki megfelelő átkeveredés. A tavak sarki megjelenése kapcsolatban állhat a hold lapult alakjával, a sarki területeken sugara kisebb, így a talajban lévő metán itt könnyebben eléri a felszínt.
A tavak mellett viszonylag nagy hozamú folyókat is sikerült azonosítani a radarfelvételeken: a hold felszínén eloszlásuk rendkívül egyenetlen, nagy részük az északi sarkvidéken és az egyenlítőtől délre található (a radarfelvételek még nem fedik le a hold teljes felszínét). A nagyobb folyók átlagos hossza 1000 kilométer körüli, szélességük (a 350 méteres felbontású radarképek szerint) 500-3000 méter, hozamuk 1000-2000 köbméter/másodperc.
2012. szeptember 26-án a Cassini műhold egyik radarfelvételén folyót azonosítottak az északi, sarkvidéki részen. A folyó a Kraken Mare nevű tengerbe ömlik, aminek mérete a Kaszpi-tengernek felel meg a Földön. A folyó mintegy 400 km hosszú, megjelenése a földi Nílus folyamhoz hasonló.
Radarmérések 2013-as elemzése szerint a Ligeia Mare nevű tenger mélysége mintegy 170 méter. A folyadékok össztérfogatát az egész holdon 9000 km³-re becsülik.
A NASA kutatói (Jet Propulsion Laboratory, Pasadena, Kalifornia, USA) laborkísérletekkel kimutatták, hogy a Titán légkörében lévő nitrogén a holdon uralkodó extrém hideg hőmérsékleten is képes beoldódni az eső formájában lehulló folyékony metánba, ami folyókká áll össze, amik tavakba és tengerekbe ömlenek. A hőmérséklet, a légnyomás vagy az összetétel kis változásának hatására a nitrogén hevesen kiválik a folyadékból és pezsgés formájában távozik a légkörbe. A Cassini szonda mérései kimutatták, hogy a Titánon található tavak és tengerek egyes helyeken nagyobb mennyiségben tartalmaznak etánt, mint metánt. A kísérletek megmutatták, hogy a metánban gazdag folyadék és az etánban gazdag folyadék keveredése azt okozza, hogy a nitrogén hajlamos kiválni az oldatból. Ilyen nitrogéngáz-kiválás akkor is megtörténik, amikor a Titánon az évszakok változása miatt a metántengerek kissé melegebbekké válnak. Ez a „buborékosodás” vagy „pezsgés” problémát okozhat a jövőben ott dolgozó, metánfolyadékban úszó robot számára, ami a folyadékban úszva szintén hőt termel és a buborékosodás miatt nem tud majd megfelelően kormányozni vagy előre haladni.

## Kutatás

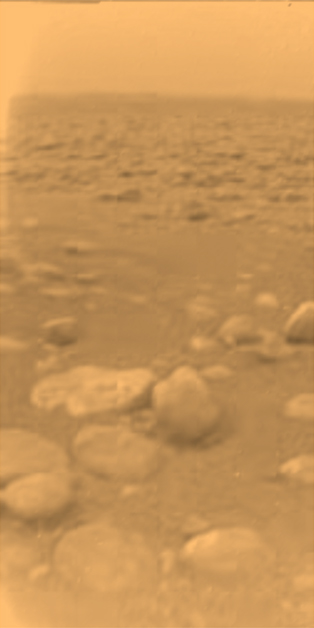
A Titán felszíne, a Huygens leszállóegység felvételén

A Titánt elsőként a Voyager–1 és a Voyager–2 űrszondák vizsgálták. A Voyager–1 jobban megközelítette, de a fedélzetén nem voltak olyan műszerek, amellyel át lehetett volna látni a felhőrétegen. Erről csak akkoriban szereztek tudomást. Néhány évvel később a Voyager–1 narancs színű szűrőjén keresztül készített felvételeket digitálisan újrafeldolgozták és ezeken fedezték fel a Xanadu és a Sickle felszíni formákat. Ezeket a Hubble űrtávcsővel is észlelték infravörös tartományban.
A Cassini űrszonda 2004. július 1-jén megérkezett a Szaturnuszhoz és megkezdte a Titán radartérképezését. 2004. október 26-án közelítette meg először a holdat, ahol elkészítette a legrészletesebb képeket a felszínről. 2004. december 25-én a Cassiniről levált a Huygens űrszonda, amely 2005. január 14-én leereszkedett a Titan légkörébe, és elérte a felszínt.